# Fouzilhon
Fouzilhon település Franciaországban, Hérault megyében. Lakosainak száma 247 fő (2022. január 1.). Fouzilhon Gabian, Laurens, Magalas és Roquessels községekkel határos.

## Népesség
A település népességének változása:
| Lakosok száma | 162  | 143  | 135  | 192  | 223  | 234  | 244  | 254  | 251  | 247  |
|               | 1968 | 1982 | 1990 | 2006 | 2013 | 2015 | 2017 | 2019 | 2020 | 2022 |